# Ophiorrhiza pulgarensis
Ophiorrhiza pulgarensis är en måreväxtart som beskrevs av Adolph Daniel Edward Elmer. Ophiorrhiza pulgarensis ingår i släktet Ophiorrhiza och familjen måreväxter. Inga underarter finns listade i Catalogue of Life.